# تابورفالوا
تابورفالوا (به مجاری:  Táborfalva) یک سکونتگاه مسکونی در مجارستان است که در پشت واقع شده‌است.

## خصوصیات
تابورفالوا ۴۲٫۰۵ کیلومترمربع مساحت و ۳٬۴۴۸ نفر جمعیت دارد.